# Tobias Barreto
Tobias Barreto de Menezes (Vila de Campos do Rio Real, 7 de junho de 1839 – Recife, 26 de junho de 1889) foi um filósofo, poeta, crítico e jurista brasileiro e fervoroso integrante da Escola do Recife, um movimento filosófico de grande força calcado no monismo e evolucionismo europeu. Foi o fundador do condoreirismo brasileiro. Com apoio de seu conterrâneo Sílvio Romero, foi designado Patrono da cadeira 38 da Academia Brasileira de Letras.

## Germanismo
Influenciado pelo espiritualismo francês, passa para o naturalismo de Haeckel e Noiré em 1869, com o artigo Sobre a religião natural de Jules Simon. Em 1870, Tobias Barreto passa a defender o germanismo contra o predomínio da cultura francesa no Brasil. Nessa época, influenciado pelos alemães, começa, autodidaticamente, a estudar a língua alemã e alguns de seus autores, com o objetivo de reformar as ideias filosóficas, políticas e literárias.
Sua biblioteca tinha cerca de 437 livros dos quais 102 eram alemães, após sua morte foi comprada pelo governo de Pernambuco que as encaminhou para Faculdade de Direito do Recife.
Fundou na cidade de Escada, próxima ao Recife, onde morou por dez anos, o periódico Deutscher Kämpfer (em português, Lutador Alemão) que teve pouca repercussão e curta existência.
Tobias Barreto escreveu ainda Estudos Alemães, importante trabalho para a difusão da germanística, mas que foi duramente criticado, por se tratar apenas, segundo alguns, de uma paráfrase de autores alemães.
Iniciou o movimento denominado condoreirismo hugoano na poesia brasileira.

## Atuação política
Em 1869, antes de concluir os estudos na Faculdade de Direito, Tobias casou-se com Grata Mafalda dos Santos, filha do Coronel João Félix dos Santos - que era Senhor de Engenho em Escada, interior de Pernambuco. A partir de 1871, passa a residir e advogar em Escada (comarca judicial de Escada criada em 1874). Presidiu a Junta Paroquial e foi Fundador do "Clube Popular Escadense".
Chegou a ser eleito para a Assembleia Provincial, mas não conseguiu progredir na política partidária local. Foi uma importante voz liberal contra a escravatura.

## Docência e vida acadêmica
No início de sua vida profissional, Tobias Barreto ministrou aulas particulares e realizou dois concursos para ensinar no Ginásio Pernambucano. Na primeira vez, para ensinar Latim, ficou em segundo lugar. Anos depois, em 1867, concorreu e se classificou em primeiro lugar para a vaga de professor de Filosofia no mesmo Ginásio, mas não chegou a ser escolhido em prestígio ao candidato José Soriano de Souza (irmão do Professor Brás Florentino de Sousa, da Faculdade de Direito do Recife - mesma Instituição onde José Soriano também se tornaria Professor Catedrático mais tarde). Tobias era mestiço e acreditava ser discriminado.
Em 1882, Tobias Barreto foi aprovado em primeiro lugar no concurso para Professor (Lente Substituto) na Faculdade de Direito do Recife. Apesar do resultado, a decisão pela sua nomeação poderia ter sido vetada pelo Imperador D. Pedro II. Embora Tobias tenha sido um árduo opositor do Império até 1882 (com críticas satíricas pessoais ao Chefe de Estado), o Imperador o nomeou para o cargo selecionado. Após tomar posse, Tobias Barreto deixou de publicar textos contrários à figura do Imperador.
O seu nome consta da lista de colaboradores da Revista de Estudos Livres (1883-1886) dirigida por Teófilo Braga.
Segundo registra Clóvis Beviláqua, apesar de já ocupar a Cátedra de Teoria e Prática do Processo na Faculdade de Direito do Recife, os anos finais da vida de Tobias Barreto foram marcados por dificuldades econômicas e financeiras. Veio a falecer na residência de um amigo.
Por meio da Lei nº 13.927, de 10 de dezembro de 2019 seu nome foi inscrito no Livro dos Heróis e Heroínas da Pátria.

## Obras
Filosofia

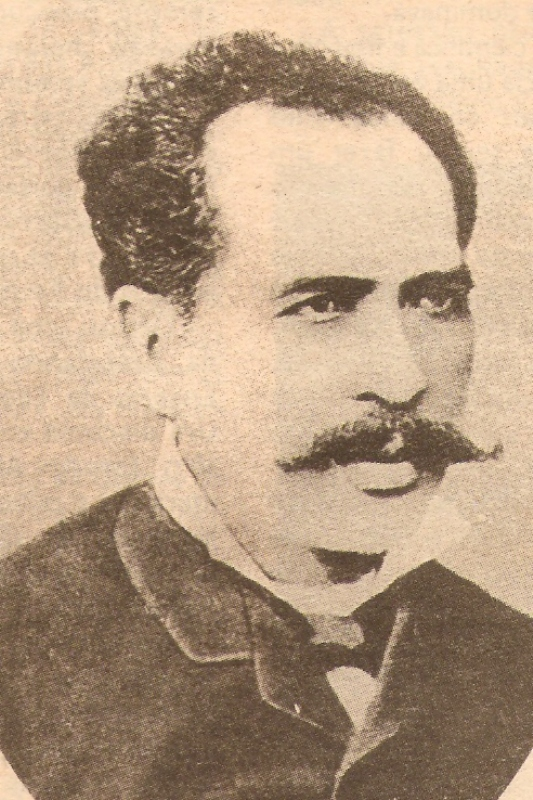
Tobias Barreto.

Suas obras completas publicadas pelo Instituto Nacional do Livro:
- Ensaios e estudos de filosofia e crítica (1875)
- Brasilien, wie es ist (1876)
- Ensaio de pré-história da literatura alemã, Filosofia e crítica, Estudos alemães (1879)
- Dias e Noites (1881)
- Menores e loucos (1884)
- Discursos (1887)
- Polêmicas (1901)

Poesia
- Que Mimo  (1874)
- O Gênio da Humanidade (1866)
- A Escravidão (1868)
- Amar (1866)
- Glosa (1864)